# Расказово
Расказово (рус. Рассказово) град је у Русији у Тамбовској области.

## Становништво
| 1939.  | 1959.  | 1970.  | 1979.  | 1989.  | 2002.  | 2010.  |
| ------ | ------ | ------ | ------ | ------ | ------ | ------ |
| 30.070 | 33.785 | 40.038 | 43.585 | 49.058 | 46.516 | 45.484 |